# Pasmo Ociesęckie
Pasmo Ociesęckie – pasmo Gór Świętokrzyskich, rozciągające się od wsi Wólka Pokłonna na zachodzie do przełomu rzeki Łukawka na wschodzie.
Przez pasmo przebiega żółty szlak turystyczny Szydłów – Widełki.

## Główne szczyty
- Jaźwina (361 m n.p.m.)
- Igrzyczna (358 m n.p.m.)
- Sterczyna (338 m n.p.m.)